# دين كلارك (لاعب هوكي جليد)
دين كلارك (بالإنجليزية: Dean Clark)‏ هو لاعب هوكي جليد أمريكي، ولد في 16 يناير 1964.

## وصلات خارجية
- دين كلارك على موقع دوري الهوكي الوطني (الإنجليزية)
- دين كلارك على موقع EliteProspects.com (الإنجليزية)
- دين كلارك على موقع HockeyDB.com (الإنجليزية)
- دين كلارك على موقع Hockey-Reference.com (الإنجليزية)